# LGBT+ à Brunei
Les lesbiennes, gays, bisexuels et transgenres (LGBT) à Brunei font face à des défis juridiques non rencontrés par les personnes non-LGBT, qui les pousse à chercher la discrétion.

## Conditions de vie

### Placard
En 2011, des chercheurs de l'université de Brunei réalisent une étude officielle sur les homosexuels. Cette étude illustre comment les personnes homosexuelles choisissent de rester silencieuses et discrètes quant à leur orientation sexuelle. Cette étude ne portait que sur 29 personnes, dont plusieurs étrangers.
En 2014, le journaliste américain Patrick Brzeski réalise un reportage sur la « scène gay underground » à Brunei, et rapporte les propos d'un homme gay : « On est discret et on doit cacher notre identité gay. On utilise Grindr, qui est très populaire. Avec Grindr, les Brunéiens font attention et sont sélectifs. Parfois les gens organisent des fêtes privées, c'est surtout les artistes et célébrités qui font ça… On doit juste respecter une règle : ne le fais pas savoir. ».

### Droits
L'homosexualité est illégale et peut être punie de mort.